# Quagga (enrutador)
Quagga es un suite de software libre para poder usar la familia de sistemas operativos Unix como enrutadores. El mismo provee implementaciones de protocolos como Open Shortest Path First (OSPF), Routing Information Protocol (RIP), Border Gateway Protocol (BGP), and IS-IS. Está diseñado especialmente para NetBSD, FreeBSD, Solaris y Linux. 
Actúa como conmutador del GNU Zebra, el cual a su vez es un demonio que se encarga de manejar las tablas de ruteo del núcleo. Algunas de sus funciones están mejor adaptadas a Linux, es decir, lo maneja completamente como el demonio conmutador que es. En el caso de los BSDs, hay unas cuantas funciones que no maneja, es decir, no puede aprovechar las bendiciones del mismo.